# République socialiste soviétique autonome
Ne doit pas être confondu avec République socialiste soviétique.
Les républiques socialistes soviétiques autonomes (RSSA) étaient des unités administratives de l'Union des républiques socialistes soviétiques (URSS). Elles furent créées pour certaines nationalités. Les républiques socialistes soviétiques autonomes avaient un statut inférieur à celui des républiques socialistes soviétiques (RSS), mais plus élevé que celui des oblasts autonomes et les districts autonomes. Dans la république socialiste fédérative soviétique de Russie, par exemple, les présidents du gouvernement des républiques socialistes soviétiques autonomes étaient officiellement membres du gouvernement. À la différence des républiques socialistes soviétiques, les républiques autonomes n'ont pas le droit de se séparer de leur propre chef de l'Union. Le degré d'autonomie politique, administrative et culturelle a varié dans le temps : il a été plus important dans les années 1920 (indigénisation), dans les années 1950 après la mort de Staline et pendant l'ère Brejnev.

## Liste des républiques socialistes soviétiques autonomes

### EnRSS d'Azerbaïdjan
- République socialiste soviétique autonome du Nakhitchevan, aujourd'hui république autonome du Nakhitchevan

### EnRSS de Géorgie
- République socialiste soviétique autonome d'Abkhazie, aujourd'hui république autonome d'Abkhazie (la majorité de son territoire est aujourd'hui contrôlé par le gouvernement sécessionniste de la république d'Abkhazie)
- République socialiste soviétique autonome d'Adjarie, aujourd'hui république autonome d'Adjarie

### EnRSFS de Russie
La constitution de 1978 de la république socialiste fédérative soviétique de Russie reconnaît seize républiques autonomes en son sein.
- République socialiste soviétique autonome bachkire (aujourd'hui république de Bachkirie)
- République socialiste soviétique autonome bouriate (aujourd'hui république de Bouriatie)
- République socialiste soviétique autonome de Carélie (1923-1940 et 1956-1991, maintenant république de Carélie)
- République socialiste soviétique autonome du Daghestan (aujourd'hui république du Daghestan)
- République socialiste soviétique autonome kabardino-balkare (appelée République socialiste soviétique autonome kabarde de 1944 à 1957, aujourd'hui république de Kabardino-Balkarie)
- République socialiste soviétique autonome kalmouke (aujourd'hui république de Kalmoukie)
- République socialiste soviétique autonome des Komis (aujourd'hui république des Komis)
- République socialiste soviétique autonome des Maris (aujourd'hui république des Maris)
- République socialiste soviétique autonome de Mordovie (aujourd'hui république de Mordovie)
- République socialiste soviétique autonome d'Ossétie-du-Nord (aujourd'hui république d’Ossétie-du-Nord-Alanie)
- République socialiste soviétique autonome oudmourte (aujourd'hui république d’Oudmourtie)
- République socialiste soviétique autonome tatare (aujourd'hui république du Tatarstan)
- République socialiste soviétique autonome de Tchétchénie-Ingouchie (1936-1944 et 1957-1990, aujourd'hui divisée en République tchétchène et République d'Ingouchie)
- République socialiste soviétique autonome tchouvache (aujourd'hui république de Tchouvachie)
- République socialiste soviétique autonome de Touva (aujourd'hui république de Touva)
- République socialiste soviétique autonome yakoute (aujourd'hui république de Sakha)

L'oblast autonome du Haut-Altaï (aujourd'hui république de l'Altaï) a été promu au statut de république socialiste soviétique autonome en 1991, pendant la dernière année d'existence l'Union soviétique, devenant ainsi la dix-septième république socialiste soviétique autonome.
D'autres républiques autonomes ont existé précédemment au sein de la république socialiste fédérative soviétique de Russie.
- République socialiste soviétique autonome des Allemands de la Volga (1918-1941)
- République socialiste soviétique autonome tatare-bachkire (1919)
- République socialiste soviétique autonome de Crimée (18 octobre 1921 – 30 juin 1945, aujourd'hui république autonome de Crimée, en Ukraine)
- République socialiste soviétique autonome kazakhe (1920-1936, appelée République socialiste soviétique autonome kirghize jusqu'en 1925, devenu en 1936 la république socialiste soviétique du Kazakhstan, aujourd'hui le Kazakhstan)
- République socialiste soviétique autonome du Turkestan (1918-1924, aujourd'hui le Kazakhstan, le Kirghizistan, l'Ouzbékistan, le Tadjikistan et le Turkménistan)

### EnRSS d'Ukraine
- République socialiste soviétique autonome moldave (1924-1940). En 1940 son territoire a été divisé : une partie a été incorporée à la république socialiste soviétique de Moldavie (aujourd'hui la Moldavie) ; une autre partie a été directement intégrée à la république socialiste soviétique d'Ukraine (aujourd'hui l'Ukraine).
- République socialiste soviétique autonome de Crimée (depuis le 12 février 1991).

L'oblast de Crimée a été promu au statut république socialiste soviétique autonome à la suite d'un référendum tenu le 20 janvier 1991 (aujourd'hui République autonome Crimée).

### EnRSS d'Ouzbékistan
- République socialiste soviétique autonome de Karakalpakie, aujourd'hui république du Karakalpakistan